# État de New York
Pour les articles homonymes, voir New York (homonymie).
L'État de New York (en anglais : State of New York, ou simplement New York) est un État des États-Unis, le quatrième le plus peuplé du pays avec 19,7 millions d'habitants en 2022. Il se trouve dans le nord-est du pays et a pour capitale la ville d'Albany, située dans le nord-est de l'État. Vers le nord et l'ouest, son territoire s'élargit et partage une longue frontière avec le Canada (provinces de l'Ontario et du Québec), dont une grande partie est constituée par les lacs Érié et Ontario. À l'est, il est bordé par le Vermont, le Massachusetts, le Connecticut, tandis qu'au sud, il partage une frontière avec le New Jersey et la Pennsylvanie.
Si la ville de New York se trouve dans l'État de New York, une grande partie de son agglomération se trouve dans les États voisins du New Jersey et du Connecticut. C'est le troisième État le plus riche du pays après la Californie et le Texas ; s'il était une nation indépendante, il serait la douzième puissance économique du monde, juste derrière la Russie. Sa superficie est du même ordre de grandeur que celle de l'Angleterre. De 1807 à 1963, l'État de New York est le plus peuplé des États-Unis, titre qu'il ravit à la Virginie et qu'il abandonne à la Californie.
L'État de New York est le lieu de naissance de six présidents américains : Martin Van Buren, Millard Fillmore, Ulysses S. Grant, Theodore Roosevelt, Franklin Delano Roosevelt et Donald Trump.

## Origine du nom
Le nom de « New York » est donné en 1664 en l'honneur du frère du roi Charles II, duc d'York, futur Jacques II, lorsque la région entourant « La Nouvelle-Amsterdam » a été prise aux Néerlandais des Provinces-Unies lors de la deuxième guerre anglo-néerlandaise.
Auparavant, la région s’appelait « Nouvelle Angoulême » (ou « Terre d'Angoulême ») qui était le nom donné à la baie formée par l'embouchure du fleuve Hudson alors baptisé « Vendôme », par le navigateur italien Giovanni da Verrazzano lorsqu'il la vit en 1524, alors qu'il explorait la région pour le compte du roi de France François Ier (comte d'Angoulême de 1496 à 1515), à bord de la petite caravelle La Dauphine.

## Histoire

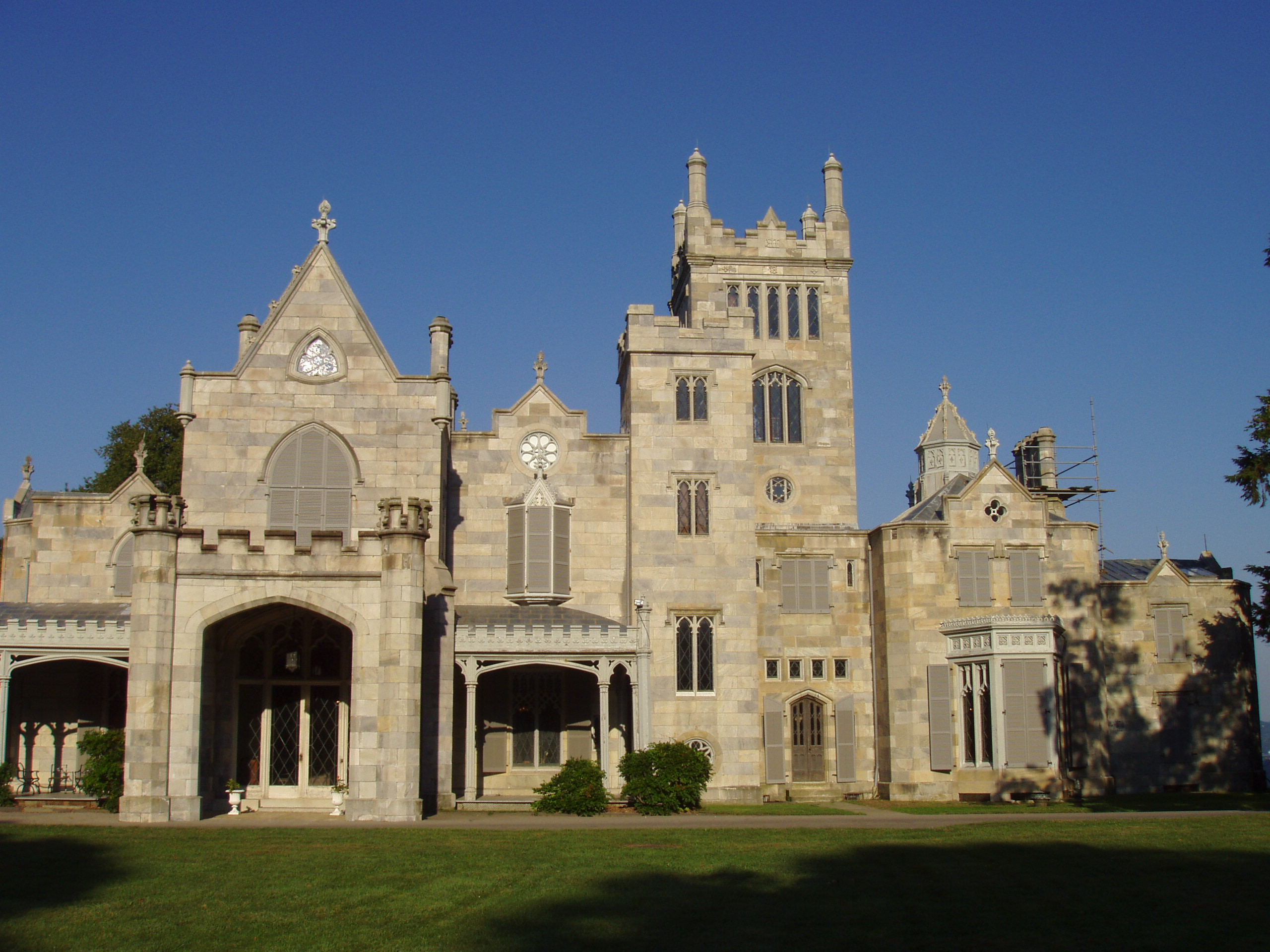
Lyndhurst à Tarrytown (État de New York).

À la suite de l'exploration d'Henry Hudson commanditée par la Compagnie néerlandaise des Indes orientales en 1609, le long du fleuve Hudson (« Noord Rivier », ou « fleuve du Nord » en français, est le nom du fleuve adopté par les cartographes néerlandais jusqu'à la cession de la colonie), la région située entre la Virginie et ce qui deviendra le Massachusetts est connue sous le nom de Nouvelle-Néerlande (« Nieuw Nederland »). Si plusieurs entreprises privées néerlandaises font du commerce à l'embouchure des fleuves Hudson et Delaware (« Zuide Rivier » ou « fleuve du Sud ») pendant la décennie suivante (deux fortins de bois portant le nom de Fort Nassau sont construits, un sur l'île Castle, mis sur pied en 1611 et abandonné en 1618 en face du Fort Orange construit ultérieurement et l'autre sur le rivage sud du Delaware) ce n'est qu'avec le regroupement des intérêts privés en une seule compagnie que la colonisation débutera au tournant des années 1620.
Les premiers colons européens à s'établir dans la colonie proviennent des Pays-Bas espagnols sous contrat avec la Compagnie néerlandaise des Indes occidentales. Les Néerlandais s'établissent au Fort Orange près de l'actuelle ville d'Albany en 1624. La Nouvelle-Amsterdam (« Nieuw Amsterdam » en néerlandais) est érigée sur le site actuel du Battery Park sur l'île de Manhattan, deux ans plus tard, par Pierre Minuit alors qu'est décidé de regrouper les colons de Fort Orange, du Fort Nassau (Delaware) et du Connecticut (« Versche Rivier ») et de déménager les colons qui sont établis sur l'île-aux-Noix (Noten Eyland, l'actuelle Governors Island) vers l'embouchure de l'Hudson pour consolider l'entreprise et se soustraire à l'agressivité des Mohawks à l'ouest de Fort Orange. Pendant quarante ans, les Néerlandais érigent une colonie en Amérique du Nord à caractère résolument semblable aux Provinces-Unies.

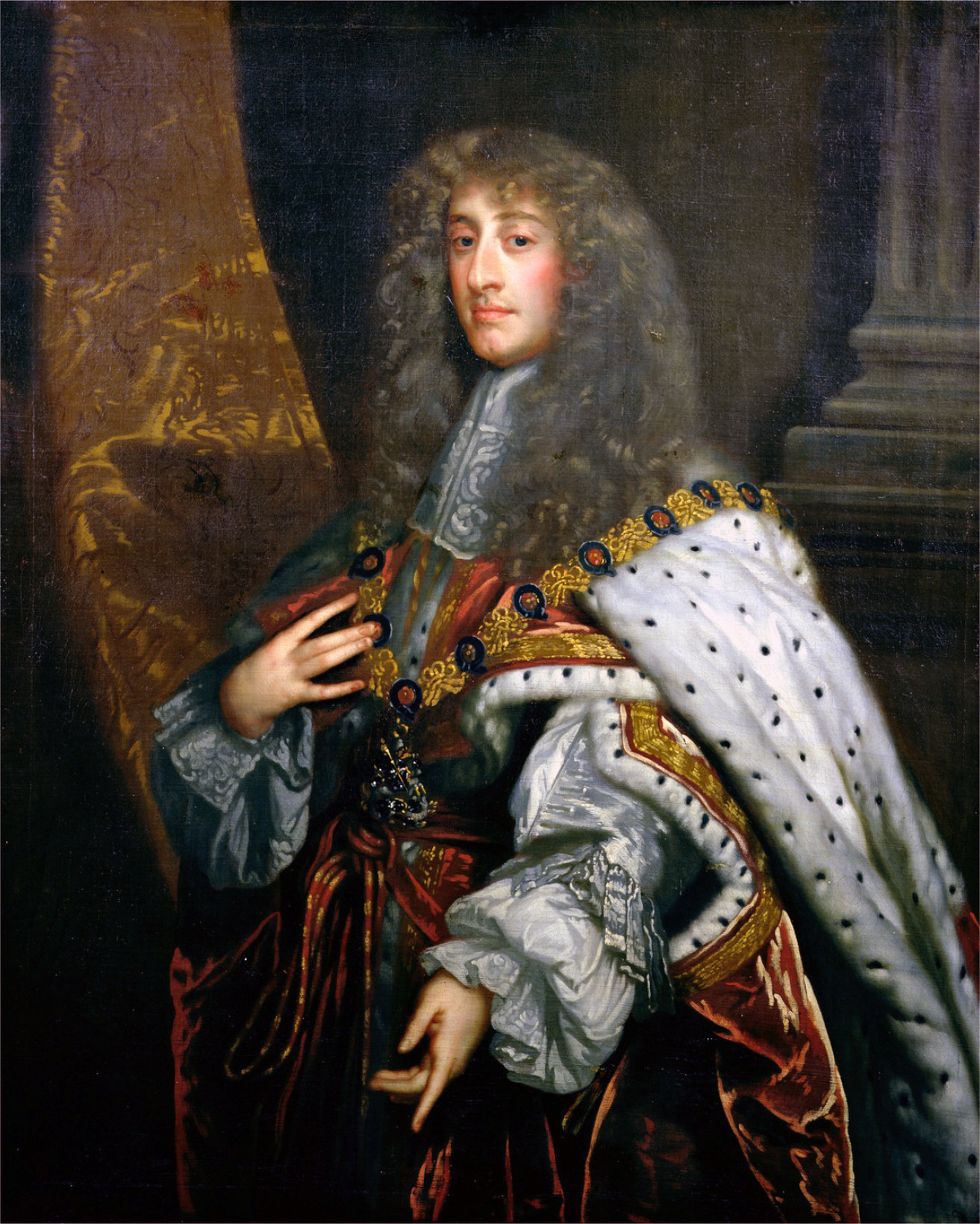
En 1664, en l'honneur du Duc d'York, futur roi d'Angleterre, le nom de New York entre en pratique.

Lorsque les Anglais s'approprient la colonie en 1664, elle est renommée New York, en l'honneur du duc d'York, frère de Charles II, futur roi d'Angleterre sous le nom de Jacques II et comptait entre 7 000 et 10 000 colons. La région devient colonie royale en 1685. New York est le onzième État à ratifier la Constitution en 1788. En 1917, l'État de New York accorde le droit de vote aux femmes. En 2011, il accorde le mariage entre personnes de même sexe.

## Géographie

Carte topographique de l'État de New York.

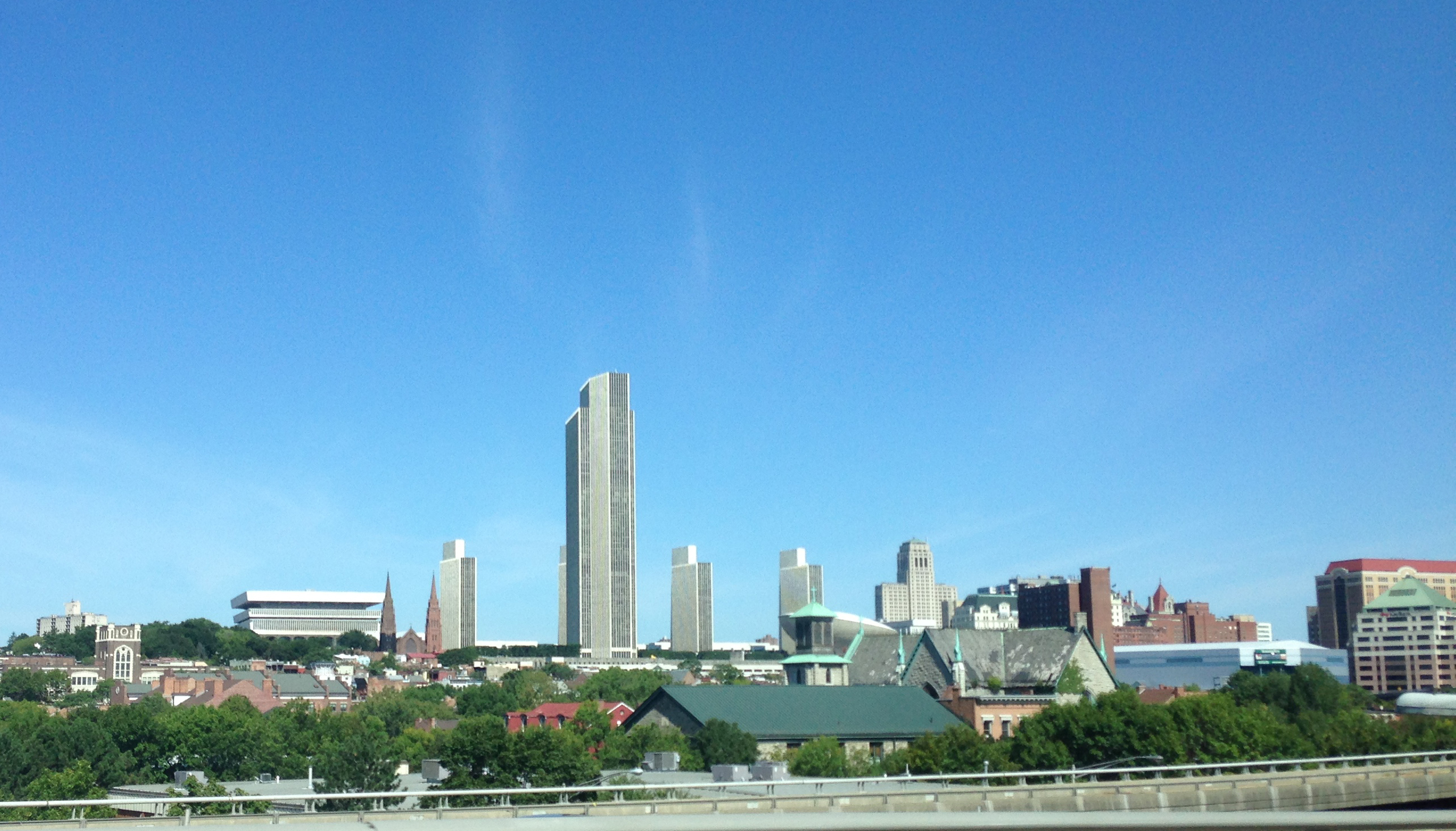
La ville d'Albany est la capitale de l'État.

D'une superficie de 128 402 km2, l'État de New York est peuplé de 18 976 457 habitants au recensement des États-Unis de 2000. Il contient la ville de New York (en anglais New York City), la plus peuplée des États-Unis et septième agglomération la plus peuplée du monde (22 433 312 habitants) après Tokyo.
Alors que l'aire urbaine de New York (en partie dans l'État) occupe la partie sud de l'État et la grande île de Long Island, la majeure partie du territoire (ou Upstate, dénomination regroupant tous les comtés situés au nord des comtés de Westchester et Rockland) est dominée par de grandes régions agricoles, des forêts, des lacs et des reliefs.
Les massifs montagneux principaux sont les Adirondacks au nord-est, les Catskills et la Shawangunk Ridge au sud-est. Le retrait des glaciers a créé un ensemble de lacs profonds dans le nord-ouest de l'État : les Finger Lakes.

Régions de l'État de New York telles que définies par le Département du développement économique de l'État de New York.

Les cours d'eau principaux sont l'Hudson, la Mohawk et le Saint-Laurent, ce dernier constituant la frontière naturelle avec l'Ontario. Les chutes du Niagara situé sur la rivière homonyme, à la frontière canadienne, sont une des principales attractions touristiques de l'État. Le canal Érié, voie d'eau artificielle majeure, aménagé au début du XIXe siècle, fait communiquer le fleuve Hudson avec le lac Érié, reliant la ville de New York à la région des Grands Lacs.

### Climat

Les précipitations neigeuses dans l'ouest de l'État résultent principalement de l’effet de lac.

L'État de New York présente un climat continental humide, bien que d'après la classification de Köppen, la métropole de New York soit répertoriée sous « climat subtropical humide. » La météorologie à New York est conditionnée par deux courants dominants : un courant d'air chaud et humide soufflant du sud-ouest et un air froid et sec venu du nord-ouest.
Les hivers sont longs et frais dans les régions de plateau de l'État, avec des températures couramment de l'ordre de −25 °C dans les collines du nord et −15 °C ou moins encore dans les plateaux du sud-ouest et du centre-est. L'été le climat reste printanier dans les monts Adirondacks, Catskills et les autres massifs du plateau méridional.
La région de New York-Long Island et la zone maritime de la vallée de l'Hudson connaissent en comparaison des étés plutôt chauds, avec quelques périodes orageuses. Le reste de l’État de New York bénéficie d'étés agréables, ponctués à intervalles brefs, occasionnels, d'une atmosphère lourde. Les températures diurnes d'été vont de plus de 25 à 30 °C à travers presque tout l'État.
New York se classe au 46e rang des 50 États pour le volume de gaz à effet de serre dégagé par habitant. Ce bon résultat relatif s'explique par la densité de l'habitat dans l'aire urbaine de New York, et un flux de transit important de la population de l'État vers les grandes villes.
| Ville       |         | Janv         | Févr        | Mars       | Avr         | Mai         | Juin        | Juil        | Août        | Sept        | Oct         | Nov        | Déc         |
| ----------- | ------- | ------------ | ----------- | ---------- | ----------- | ----------- | ----------- | ----------- | ----------- | ----------- | ----------- | ---------- | ----------- |
| Albany      | max min | −1 °C −11 °C | 1 °C −9 °C  | 7 °C −4 °C | 14 °C 2 °C  | 21 °y 8 °C  | 26 °C 13 °C | 28 °C 16 °C | 27 °C 14 °C | 22 °C 10 °C | 16 °C 4 °C  | 9 °C −1 °C | 2 °C −7 °C  |
| Binghamton  | max min | −2 °C −9 °C  | −1 °C −8 °C | 5 °C −4 °C | 12 °C 2 °C  | 19 °C 8 °C  | 23 °C 12 °C | 26 °C 15 °C | 24 °C 14 °C | 20 °C 10 °C | 14 °C 4 °C  | 7 °C −1 °C | 1 °C −6 °C  |
| Buffalo     | max min | −1 °C −8 °C  | 1 °C −7 °C  | 6 °C −3 °C | 12 °C 2 °C  | 19 °C 9 °C  | 24 °C 14 °C | 27 °C 17 °C | 26 °C 16 °C | 21 °C 12 °C | 15 °C 6 °C  | 8 °C 1 °C  | 2 °C −4 °C  |
| Lake Placid | max min | −3 °C −15 °C | 0 °C −13 °C | 4 °C −9 °C | 12 °C −2 °C | 19 °C 4 °C  | 23 °C 9 °C  | 26 °C 12 °C | 24 °C 11 °C | 21 °C 7 °C  | 13 °C 1 °C  | 7 °C −4 °C | 0 °C −11 °C |
| Long Beach  | max min | 4 °C −5 °C   | 4 °C −1 °C  | 9 °C 4 °C  | 14 °C 4 °C  | 21 °C 9 °C  | 25 °C 16 °C | 28 °C 19 °C | 28 °C 18 °C | 24 °C 14 °C | 18 °C 7 °C  | 12 °C 2 °C | 7 °C −2 °C  |
| New York    | max min | 3 °C −3 °C   | 5 °C −2 °C  | 10 °C 2 °C | 16 °C 7 °C  | 22 °C 12 °C | 26 °C 17 °C | 29 °C 21 °C | 28 °C 20 °C | 24 °C 16 °C | 18 °C 10 °C | 12 °C 5 °C | 6 °C 0 °C   |
| Rochester   | max min | 1 °C −8 °C   | −1 °C −8 °C | 6 °C −4 °C | 13 °C 2 °C  | 20 °C 8 °C  | 25 °C 13 °C | 27 °C 16 °C | 26 °C 15 °C | 22 °C 11 °C | 16 °C 5 °C  | 8 °C 1 °C  | 2 °C −5 °C  |
| Syracuse    | max min | −1 °C −10 °C | 1 °C −9 °C  | 6 °C −4 °C | 13 °C 2 °C  | 20 °C 8 °C  | 25 °C 13 °C | 28 °C 16 °C | 27 °C 15 °C | 22 °C 11 °C | 16 °C 4 °C  | 8 °C 0 °C  | 2 °C −6 °C  |

## Subdivisions administratives

### Comtés
L'État de New York est divisé en 62 comtés.

### Agglomérations
L'État est en partie intégré au BosWash, une mégalopole s'étendant sur plusieurs États du Nord-Est des États-Unis entre Boston et Washington.

#### Aires métropolitaines et micropolitaines
Le Bureau de la gestion et du budget a défini douze aires métropolitaines et quatorze aires micropolitaines dans ou en partie dans l'État de New York.
| Zone urbaine                          | Population (2010)       | Population (2013)       | Variation (2010-2013) | Rang national (2013) |
| ------------------------------------- | ----------------------- | ----------------------- | --------------------- | -------------------- |
| New York-Newark-Jersey City, NY-NJ-PA | 13 038 826 (19 567 410) | 13 319 579 (19 949 502) | 2,2 % (2,0 %)         | (1)                  |
| Buffalo-Cheektowaga-Niagara Falls, NY | 1 135 509               | 1 134 155               | -0,1 %                | 50                   |
| Rochester, NY                         | 1 079 671               | 1 083 278               | 0,3 %                 | 51                   |
| Albany-Schenectady-Troy, NY           | 870 716                 | 877 905                 | 0,8 %                 | 61                   |
| Syracuse, NY                          | 662 577                 | 661 934                 | -0,1 %                | 80                   |
| Utica-Rome, NY                        | 299 397                 | 297 766                 | -0,5 %                | 163                  |
| Binghamton, NY                        | 251 725                 | 247 777                 | -1,6 %                | 186                  |
| Kingston, NY                          | 182 493                 | 180 998                 | -0,8 %                | 228                  |
| Glens Falls, NY                       | 128 923                 | 128 430                 | -0,4 %                | 306                  |
| Watertown-Fort Drum, NY               | 116 229                 | 119 504                 | 2,8 %                 | 321                  |
| Ithaca, NY                            | 101 564                 | 103 617                 | 2,0 %                 | 346                  |
| Elmira, NY                            | 88 830                  | 88 506                  | -0,4 %                | 366                  |

| Zone urbaine                   | Population (2010) | Population (2013) | Variation (2010-2013) | Rang national (2013) |
| ------------------------------ | ----------------- | ----------------- | --------------------- | -------------------- |
| Jamestown-Dunkirk-Fredonia, NY | 134 905           | 133 080           | -1,4 %                | 11                   |
| Ogdensburg-Massena, NY         | 111 944           | 111 963           | 0,0 %                 | 17                   |
| Corning, NY                    | 98 990            | 98 650            | -0,3 %                | 31                   |
| Plattsburgh, NY                | 82 128            | 81 591            | -0,7 %                | 63                   |
| Auburn, NY                     | 80 026            | 79 477            | -0,7 %                | 67                   |
| Olean, NY                      | 80 317            | 78 892            | -1,8 %                | 69                   |
| Hudson, NY                     | 63 096            | 62 243            | -1,4 %                | 135                  |
| Oneonta, NY                    | 62 259            | 61 683            | -0,9 %                | 138                  |
| Batavia, NY                    | 60 079            | 59 454            | -1,0 %                | 153                  |
| Gloversville, NY               | 55 531            | 54 586            | -1,7 %                | 175                  |
| Malone, NY                     | 51 599            | 51 688            | 0,2 %                 | 199                  |
| Amsterdam, NY                  | 50 219            | 49 897            | -0,6 %                | 212                  |
| Cortland, NY                   | 49 336            | 48 976            | -0,7 %                | 219                  |
| Seneca Falls, NY               | 35 251            | 35 409            | 0,5 %                 | 379                  |

En 2010, 97,9 % des New Yorkais résident dans une zone à caractère urbain, dont 92,7 % dans une aire métropolitaine et 5,2 % dans une aire micropolitaine. L'aire métropolitaine de New York-Newark-Jersey City est l'aire métropolitaine la plus peuplée des États-Unis en 2013. En 2010, elle regroupe à elle seule 67,3 % de la population de l'État.

#### Aires métropolitaines combinées
Le Bureau de la gestion et du budget a également défini sept aires métropolitaines combinées dans ou en partie dans l'État de New York.
| Zone urbaine                       | Population (2010)       | Population (2013)       | Variation (2010-2013) | Rang national (2013) |
| ---------------------------------- | ----------------------- | ----------------------- | --------------------- | -------------------- |
| New York-Newark, NY-NJ-CT-PA       | 13 221 319 (23 076 664) | 13 500 577 (23 484 225) | 2,1 % (1,8 %)         | (1)                  |
| Buffalo-Cheektowaga, NY            | 1 215 826               | 1 213 007               | -0,2 %                | 44                   |
| Albany- Schenectady, NY            | 1 168 485               | 1 173 061               | 0,4 %                 | 45                   |
| Rochester-Batavia-Seneca Falls, NY | 1 165 001               | 1 168 141               | 0,3 %                 | 46                   |
| Syracuse-Auburn, NY                | 742 603                 | 741 411                 | -0,2 %                | 64                   |
| Elmira-Corning, NY                 | 187 820                 | 187 156                 | -0,4 %                | 139                  |
| Ithaca-Cortland, NY                | 150 900                 | 152 593                 | 1,1 %                 | 146                  |

L'aire métropolitaine combinée de New York-Newark est l'aire métropolitaine combinée la plus peuplée des États-Unis en 2013. En 2010, elle regroupe à elle seule 68,2 % de la population de l'État.

### Municipalités
L'État de New York compte 614 municipalités, dont 16 de plus de 40 000 habitants.
| Rang | Municipalité  | Type    | Comté                                    | Population (2010) | Population (2013) | Variation (2010-2013) |
| ---- | ------------- | ------- | ---------------------------------------- | ----------------- | ----------------- | --------------------- |
| 1    | New York      | City    | Kings, Queens, New York, Bronx, Richmond | 8 175 133         | 8 405 837         | 2,8 %                 |
| 2    | Buffalo       | City    | Érié                                     | 261 310           | 258 959           | -0,9 %                |
| 3    | Rochester     | City    | Monroe                                   | 210 565           | 210 358           | -0,1 %                |
| 4    | Yonkers       | City    | Westchester                              | 195 976           | 199 766           | 1,9 %                 |
| 5    | Syracuse      | City    | Onondaga                                 | 145 170           | 144 669           | -0,4 %                |
| 6    | Albany        | City    | Albany                                   | 97 856            | 98 424            | 0,6 %                 |
| 7    | New Rochelle  | City    | Westchester                              | 77 062            | 79 446            | 3,1 %                 |
| 8    | Mount Vernon  | City    | Westchester                              | 67 292            | 68 224            | 1,4 %                 |
| 9    | Schenectady   | City    | Schenectady                              | 66 135            | 65 902            | -0,4 %                |
| 10   | Utica         | City    | Oneida                                   | 62 235            | 61 808            | -0,7 %                |
| 11   | White Plains  | City    | Westchester                              | 56 853            | 57 866            | 1,8 %                 |
| 12   | Hempstead     | Village | Nassau                                   | 53 891            | 55 361            | 2,7 %                 |
| 13   | Troy          | City    | Rensselaer                               | 50 129            | 49 974            | -0,3 %                |
| 14   | Niagara Falls | City    | Niagara                                  | 50 193            | 49 468            | -1,4 %                |
| 15   | Binghamton    | City    | Broome                                   | 47 376            | 46 444            | -2,0 %                |
| 16   | Freeport      | Village | Nassau                                   | 42 860            | 43 167            | 0,7 %                 |

La municipalité de New York était la municipalité la plus peuplée des États-Unis en 2013. En 2010, elle regroupait à elle seule 42,2 % de la population de l'État.

### Réserves autochtones
L'État de New York compte dix réserves autochtones dont huit pour des tribus reconnues par le gouvernement fédéral des États-Unis et deux pour des tribus reconnues seulement par l'État. Il compte aussi une Tribal Designated Statistical Area en français : « aire tribale statistique désignée » pour une tribu certes reconnue au niveau fédéral. mais n'ayant pas de réserve.
| Réserve/Tribal Designated Statistical Area | Tribu(s) ou peuple(s) | Population (2011-2015) | Superficie (km2) | Statut                             |
| ------------------------------------------ | --------------------- | ---------------------- | ---------------- | ---------------------------------- |
| Allegany                                   | Sénécas               | 6 294                  | 105,90           | Réserve                            |
| Cattaraugus                                | Sénécas               | 2 184                  | 86,90            | Réserve                            |
| Cayuga Nation                              | Cayugas               | 2 876                  | 98,02            | Tribal Designated Statistical Area |
| Oil Springs                                | Sénécas               | 20                     | 2,49             | Réserve                            |
| Oneida Nation                              | Onneiouts             | 0                      | 0,21             | Réserve                            |
| Onondaga Nation                            | Onondagas             | 161                    | 23,95            | Réserve                            |
| Poospatuck                                 | Pequots               | 429                    | 0,29             | Réserve d'État                     |
| Shinnecock                                 | Shinnecocks           | 163                    | 3,49             | Réserve d'État                     |
| St. Regis Mohawk                           | Mohawks               | 3 247                  | 49,06            | Réserve                            |
| Tonawanda                                  | Sénécas               | 530                    | 30,56            | Réserve                            |
| Tuscarora Nation                           | Tuscaroras            | 1 023                  | 23,52            | Réserve                            |

## Démographie

### Population

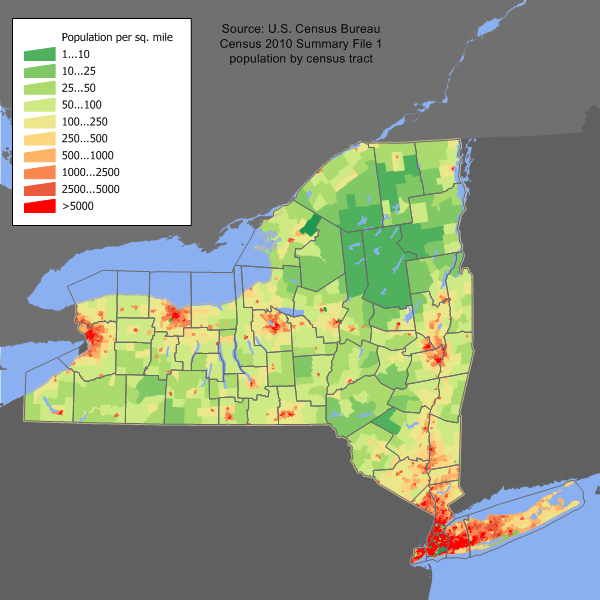
Densités de population en 2010 (en mille carré).

Le Bureau du recensement des États-Unis estime la population de l'État de New York à 20 201 249 habitants au 1er avril 2020, soit une hausse de 4,25 % depuis le recensement des États-Unis de 2010 qui tablait la population à 19 378 102 habitants. Depuis 2010, l'État connaît la 32e croissance démographique la plus soutenue des États-Unis.
Selon des projections démographiques publiées par l’AARP, l’État de New York devrait atteindre une population de 25 537 614 habitants en 2060 si les tendances démographiques actuelles se poursuivent, soit une hausse de 31,4 % par rapport à 2010.
Avec 20 201 249 habitants en 2020, l'État de New York était le 4e État le plus peuplé des États-Unis après la Californie (39 538 223), le Texas (29 145 505) et la Floride (21 538 187) . Sa population comptait pour 6,09 % de la population du pays. Le centre démographique de l'État était localisé dans le sud du comté de Sullivan.
L'État de New York a été dépassé par la Floride pour devenir le 4e État le plus peuplé des États-Unis en 2014.
Avec 165,52 hab./km2 en 2020, l'État de New York était le 7e État le plus dense des États-Unis.
Le taux d'urbains était de 87,9 % et celui de ruraux de 12,1 %.
En 2010, le taux de natalité s'élevait à 12,6 ‰ (12,3 ‰ en 2012) et le taux de mortalité à 7,6 ‰ (7,6 ‰ en 2012). L'indice de fécondité était de 1,81 enfant par femme (1,77 en 2012). Le taux de mortalité infantile s'élevait à 5,1 ‰ (5,0 ‰ en 2012). La population était composée de 22,32 % de personnes de moins de 18 ans, 10,24 % de personnes entre 18 et 24 ans, 27,19 % de personnes entre 25 et 44 ans, 26,74 % de personnes entre 45 et 64 ans et 13,51 % de personnes de 65 ans et plus. L'âge médian était de 38,0 ans.
Entre 2010 et 2013, l'accroissement de la population (+ 273 022) était le résultat d'une part d'un solde naturel positif (+ 296 542) avec un excédent des naissances (782 989) sur les décès (486 447), et d'autre part d'un solde migratoire négatif (- 10 406) avec un excédent des flux migratoires internationaux (+ 318 132) et un déficit des flux migratoires intérieurs (- 328 538).
Selon des estimations de 2013, 75,3 % des New Yorkais étaient nés dans un État fédéré, dont 63,6 % dans l'État de New York et 11,7 % dans un autre État (4,7 % dans le Nord-Est, 3,7 % dans le Sud, 1,9 % dans le Midwest, 1,5 % dans l'Ouest), 2,4 % étaient nés dans un territoire non incorporé ou à l'étranger avec au moins un parent américain et 22,3 % étaient nés à l'étranger de parents étrangers (49,4 % en Amérique latine, 27,6 % en Asie, 17,1 % en Europe, 4,2 % en Afrique, 1,4 % en Amérique du Nord, 0,3 % en Océanie). Parmi ces derniers, 53,8 % étaient naturalisés américain et 46,2 % étaient étrangers,.
Selon des estimations de 2016 effectuées par le Pew Hispanic Center, l'État comptait 725 000 immigrés illégaux, soit 3,6 % de la population. Cela représentait la 9e proportion la plus importante du pays.

### Composition ethno-raciale et origines ancestrales
Selon le recensement des États-Unis de 2010, la population était composée de 65,75 % —12 740 974 personnes— de Blancs, 15,86 % —3 073 800 personnes— de Noirs, 7,33 % —1 420 244 personnes— d'Asiatiques (2,98 % de Chinois, 1,62 % d'Indiens, 0,73 % de Coréens, 0,54 % de Philippins), 3,02 % —585 849 personnes— de Métis, 0,55 % —106 906 personnes— d'Amérindiens, 0,05 % —8 766 personnes— d'Océaniens et 7,44 % —1 441 563 personnes— de personnes n'entrant dans aucune de ces catégories.
Les Métis se décomposaient entre ceux revendiquant deux races (2,80 %), principalement blanche et noire (0,64 %) et blanche et autre (0,65 %), et ceux revendiquant trois races ou plus (0,22 %).
Les non-hispaniques représentaient 82,37 % —15 961 180 personnes— de la population avec 58,34 % —11 304 247 personnes— de Blancs, 14,37 % —2 783 857 personnes— de Noirs, 7,26 % —1 406 194 personnes— d'Asiatiques, 1,68 % —326 034 personnes— de Métis, 0,28 % —53 908 personnes— d'Amérindiens, 0,03 % —5 320 personnes— d'Océaniens et 0,42 % —81 620 personnes— de personnes n'entrant dans aucune de ces catégories, tandis que les Hispaniques comptaient pour 17,63 % —3 416 922 personnes— de la population, principalement des personnes originaires de Porto Rico (5,52 %), de la République dominicaine (3,48 %), du Mexique (2,36 %), de l'Équateur (1,18 %), du Salvador (0,79 %) et de la Colombie (0,73 %).
En 2010, l'État de New York avait la 4e plus forte proportion d'Asiatiques après Hawaï (38,60 %), la Californie (13,05 %) et le New Jersey (8,25 %) ainsi que la 9e plus forte proportion d'Hispaniques des États-Unis. A contrario, l'État avait la 7e plus faible proportion de Blancs des États-Unis.
L'État comptait également le plus grand nombre de Noirs, le 2e plus grand nombre d'Asiatiques après la Californie (4 861 007), le 3e plus grand nombre de Blancs non hispaniques après la Californie (14 956 253) et le Texas (11 397 345), le 4e plus grand nombre de Blancs après la Californie (21 453 934), le Texas (17 701 552) et la Floride (14 109 162), le 4e plus grand nombre d'Hispaniques après la Californie (14 013 719), le Texas (9 460 921) et la Floride (4 223 806), le 7e plus grand nombre d'Amérindiens et le 10e plus grand nombre d'Océaniens (8 766) des États-Unis.
|                                         | 1940  | 1950  | 1960  | 1970  | 1980  | 1990  | 2000  | 2010  |
| --------------------------------------- | ----- | ----- | ----- | ----- | ----- | ----- | ----- | ----- |
| Blancs                                  | 95,55 | 93,54 | 91,09 | 86,82 | 79,51 | 74,40 | 67,95 | 65,75 |
| ———Non hispaniques                      |       |       |       |       | 74,98 | 69,26 | 61,98 | 58,34 |
| Noirs                                   | 4,24  | 6,19  | 8,45  | 11,89 | 13,68 | 15,89 | 15,88 | 15,86 |
| ———Non hispaniques                      |       |       |       |       |       | 14,28 | 14,82 | 14,37 |
| Asiatiques (et Océaniens jusqu'en 1980) | 0,15  | 0,19  | 0,31  | 0,68  | 1,77  | 3,83  | 5,51  | 7,33  |
| ———Non hispaniques                      |       |       |       |       |       |       | 5,46  | 7,26  |
| Autres                                  | 0,06  | 0,08  | 0,15  | 0,61  | 5,04  | 5,87  | 10,66 | 11,06 |
| ———Non hispaniques                      |       |       |       |       |       |       | 2,63  | 2,40  |
| Hispaniques (toutes races confondues)   |       |       |       |       | 9,45  | 12,31 | 15,11 | 17,63 |

En 2013, le Bureau du recensement des États-Unis estime la part des non hispaniques à 81,6 %, dont 56,9 % de Blancs, 14,4 % de Noirs, 7,9 % d'Asiatiques et 1,6 % de Métis, et celle des Hispaniques à 18,4 %.
L'État de New York connaît depuis le début des années 1910 une baisse continue de la part de la population blanche non hispanique au sein de la population totale, marquée fortement depuis la fin de la Seconde Guerre mondiale en raison notamment d'une immigration importante en provenance de l'Amérique latine, de l'Asie et de la Caraïbe anglophone, d'un âge médian plus élevé (42,4 ans) que les autres populations (30,3 ans pour les Hispaniques, 34,3 ans pour les Noirs, 35,2 ans pour les Asiatiques), d'une natalité plus faible (9,9 ‰ en 2010) que les autres populations (17,0 ‰ pour les Hispaniques, 12,4 ‰ pour les Noirs, 11,0 ‰ pour les Asiatiques) et d'une augmentation substantielle des unions mixtes.
En 2010, les Blancs non hispaniques ne représentaient plus que 48,8 % des enfants de moins de 5 ans (24,6 % pour les Hispaniques, 15,1 % pour les Noirs, 6,7 % pour les Asiatiques et 3,8 % pour les Métis) et 48,2 % des enfants de moins de 1 an (25,0 % pour les Hispaniques, 14,9 % pour les Noirs, 6,7 % pour les Asiatiques et 4,2 % pour les Métis).
Selon des projections démographiques publiées par l'AARP, les Blancs non hispaniques constitueront 34,9 % de la population de l'État en 2060 si les tendances démographiques actuelles se poursuivent.
En 2000, les New Yorkais s'identifiaient principalement comme étant d'origine italienne (14,4 %), irlandaise (12,9 %), allemande (11,2 %), anglaise (6,0 %), polonaise (5,2 %) et américaine (3,8 %).
L'État avait la 4e plus forte proportion de personnes d'origine italienne et la 7e plus forte proportion de personnes d'origine polonaise.
L'État abrite la plus grande communauté juive des États-Unis. Selon le North American Jewish Data Bank, l'État comptait 1 760 220 Juifs en 2013 (2 535 870 en 1971), soit 9,0 % de la population de l'État et 26,2 % de la population juive américaine. Ils se concentraient principalement dans les agglomérations de New York-Newark-Jersey City (1 676 500), Rochester (19 850), Albany-Schenectady-Troy (18 800) et Buffalo-Cheektowaga-Niagara Falls (13 150). Ils constituaient une part significative de la population dans les arrondissements (boroughs) de la ville de New York avec les comtés de Kings (22,4 %), New York (19,9 %), Queens (8,9 %), Richmond (7,3 %) et Bronx (3,9 %), dans les comtés composant le Grand New York avec les comtés de Rockland (31,4 %), Nassau (17,2 %), Westchester (14,3 %), Orange (8,7 %), Suffolk (5,8 %), Putnam (3,9 %), Dutchess (3,4 %) et Ulster (3,2 %), ainsi que dans les comtés de Sullivan (9,6 %), Albany (3,9 %), Schenectady (3,4 %) et Monroe (2,6 %).
L'État abrite également la 3e communauté arabe des États-Unis. Selon des estimations du Bureau du recensement des États-Unis, l'État comptait 145 520 Arabes en 2013, soit 0,7 % de la population de l'État et 8,0 % de la population arabe américaine, principalement des Libanais (28 823), des Égyptiens (27 352), des Syriens (13 898), des Marocains (11 026), des Jordaniens (6 800), des Palestiniens (5 124) et des Irakiens (4 860). Ils se concentraient principalement dans la municipalité de New York (84 628).
L'État abritait en 2013 une population noire assez bigarrée, composée principalement de descendants d'esclaves déportés sur le sol américain entre le début du XVIIe siècle et le début du XIXe siècle (56,7 %) mais aussi de Caribéens non hispaniques (26,7 %), d'Africains subsahariens (8,5 %) et d'Hispaniques (8,1 %).
Le Bureau du recensement des États-Unis estimait le nombre de Caribéens non hispaniques à 823 166, soit 4,2 % de la population de l'État et 29,2 % de la population de la Caraïbe non hispanique américaine, principalement des Jamaïcains (331 631), des Haïtiens (195 441), des Trinidadiens (92 243), des personnes originaires des Antilles britanniques (51 127) et des Barbadiens (29 783) concentrés principalement dans la municipalité de New York (615 173).
Le nombre d'Africains subsahariens était quant à lui estimé à 260 316, soit 1,3 % de la population de l'État et 8,5 % de la population d'Afrique subsaharienne américaine, principalement des Nigérians (29 722), des Ghanéens (28 355) et des Éthiopiens (6 646) concentrés principalement dans la municipalité de New York (190 808).
Les Hispaniques étaient principalement originaires de Porto Rico (31,3 %), de la République dominicaine (19,7 %), du Mexique (13,4 %), de l'Équateur (6,7 %), du Salvador (4,5 %) et de la Colombie (4,2 %). Composée à 42,0 % de Blancs, 8,5 % de Noirs, 7,6 % de Métis, 1,6 % d'Amérindiens, 0,4 % d'Asiatiques, 0,1 % d'Océaniens et 39,8 % de personnes n'entrant dans aucune de ces catégories, la population hispanique représentait 49,6 % des Amérindiens, 44,3 % des Métis, 39,3 % des Océaniens, 11,3 % des Blancs, 9,4 % des Noirs, 1,0 % des Asiatiques et 94,3 % des personnes n'entrant dans aucune de ces catégories.
L'État avait les plus fortes proportions de personnes originaires de la République dominicaine (3,48 %) et de l'Équateur (1,18 %), les 2e plus fortes proportions de personnes originaires de Porto Rico (5,52 %) et du Panama (0,15 %), les 4e plus fortes proportions de personnes originaires de la Colombie (0,73 %) et d'Argentine (0,13 %), les 5e plus fortes proportions de personnes originaires du Honduras (0,37 %) et du Pérou (0,34 %) ainsi que la 6e plus forte proportion de personnes originaires du Salvador (0,79 %).
L'État comptait également les plus grands nombres de personnes originaires de Porto Rico (1 070 558), de la République dominicaine (674 787) et de l'Équateur (228 216), le 2e plus grand nombre de personnes originaires de la Colombie (141 879), les 3e plus grands nombres de personnes originaires du Salvador (152 130), du Guatemala (73 806), d'Argentine (24 969) et du Venezuela (13 910), les 4e plus grands nombres de personnes originaires du Honduras (71 919), de Cuba (70 803), du Pérou (66 318), du Nicaragua (13 006) et du Costa Rica (11 576), le 5e plus grand nombre de personnes originaires de la Bolivie (7 122) ainsi que le 6e plus grand nombre de personnes originaires d'Espagne (35 571).
L'État regroupait à lui seul 47,7 % des Dominicains, 40,4 % des Équatoriens et 23,2 % des Portoricains résidant aux États-Unis.
L'agglomération de New York-Newark était numériquement la 2e agglomération portoricaine (1,4 million de Portoricains) après celle de San Juan (2,6 millions d'habitants) et la 2e agglomération dominicaine (0,9 million de Dominicains) après celle de Saint-Domingue (3,7 millions d'habitants).
Les Asiatiques s'identifiaient principalement comme étant Chinois (40,6 %), Indiens (22,1 %), Coréens (9,9 %), Philippins (7,3 %), Pakistanais (4,5 %) et Bangladais (4,1 %).
L'État avait les plus fortes proportions de Pakistanais (0,33 %) et de Bangladais (0,30 %), la 2e plus forte proportion d'Indiens (1,62 %), la 3e plus forte proportion de Chinois (2,98 %), la 7e plus forte proportion de Coréens (0,73 %) ainsi que la 9e plus forte proportion de Japonais (0,19 %).
L'État comptait également les plus grands nombres de Pakistanais (63 696) et de Bangladais (57 761), les 2e plus grands nombres de Chinois (576 952), d'Indiens (313 620) et de Coréens (140 994), le 3e plus grand nombre de Japonais (37 780), le 4e plus grand nombre de Thaïs (9 258), le 5e plus grand nombre de Philippins (104 287) ainsi que le 9e plus grand nombre de Viêts (28 764).
L'État regroupait à lui seul 44,9 % des Bangladais résidant aux États-Unis.
Les Amérindiens s'identifiaient principalement comme étant Iroquois (15,9 %), Amérindiens d'Amérique du Sud (5,9 %), Amérindiens du Mexique (5,0 %) et Amérindiens d'Amérique centrale (4,2 %).
Les Océaniens s'identifiaient principalement comme étant Chamorros (25,5 %), Hawaïens (20,6 %) et Samoans (7,8 %).
Les Métis se décomposaient entre ceux revendiquant deux races (92,7 %), principalement blanche et autre (21,5 %), blanche et noire (21,1 %), blanche et asiatique (14,3 %), noire et autre (8,7 %), blanche et amérindienne (7,1 %), asiatique et autre (4,9 %), noire et amérindienne (4,3 %) et noire et asiatique (3,6 %), et ceux revendiquant trois races ou plus (7,3 %).

### Religions
| Religion                    | New York | États-Unis |
| --------------------------- | -------- | ---------- |
| Catholicisme                | 31       | 20,8       |
| Non affiliés                | 17       | 15,8       |
| Protestantisme traditionnel | 11       | 14,7       |
| Protestantisme évangélique  | 10       | 25,4       |
| Judaïsme                    | 7        | 1,9        |
| Églises noires              | 5        | 6,5        |
| Agnosticisme                | 5        | 4,0        |
| Athéisme                    | 5        | 3,1        |
| Islam                       | 2        | 0,9        |
| Autres                      | 7        | 6,9        |

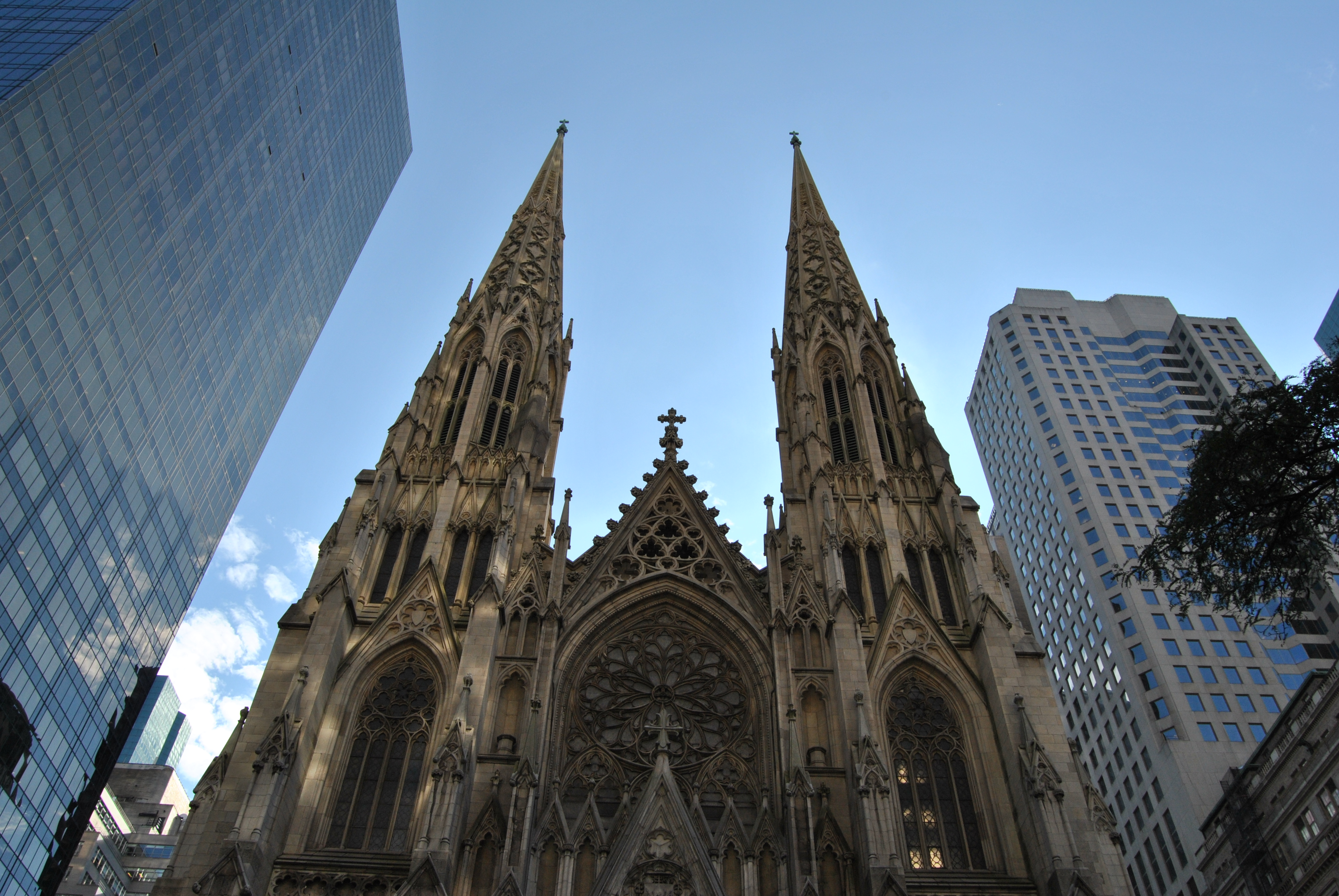
La Cathédrale catholique St-Patrick à New York (Manhattan).

Selon l'institut de sondage The Gallup Organization, en 2015, 32 % des habitants de l'État de New York se considèrent comme « très religieux » (40 % au niveau national), 30 % comme « modérément religieux » (29 % au niveau national) et 38 % comme « non religieux » (31 % au niveau national).

### Langues
L'État de New York n'a pas de langue officielle.
| Langue          | 1980  | 1990  | 2000  | 2010  |
| --------------- | ----- | ----- | ----- | ----- |
| Anglais         | 79,93 | 76,65 | 72,04 | 70,72 |
| Espagnol        | 8,52  | 11,04 | 13,61 | 14,44 |
| Chinois         | 0,77  | 1,43  | 2,06  | 2,62  |
| Russe           |       | 0,47  | 1,23  | 1,20  |
| Italien         | 3,22  | 2,39  | 1,66  | 1,18  |
| Créole français | 1,01  | 0,32  | 0,65  | 0,79  |
| Français        | 1,01  | 1,06  | 0,98  | 0,75  |
| Yiddish         |       | 0,70  | 0,64  | 0,67  |
| Coréen          |       | 0,48  | 0,58  | 0,63  |
| Polonais        | 0,87  | 0,72  | 0,63  | 0,53  |
| Grec            | 0,58  | 0,52  | 0,49  | 0,40  |
| Allemand        | 1,02  | 0,77  | 0,52  | 0,39  |
| Autres          | 4,09  | 3,43  | 4,91  | 5,68  |

## Économie

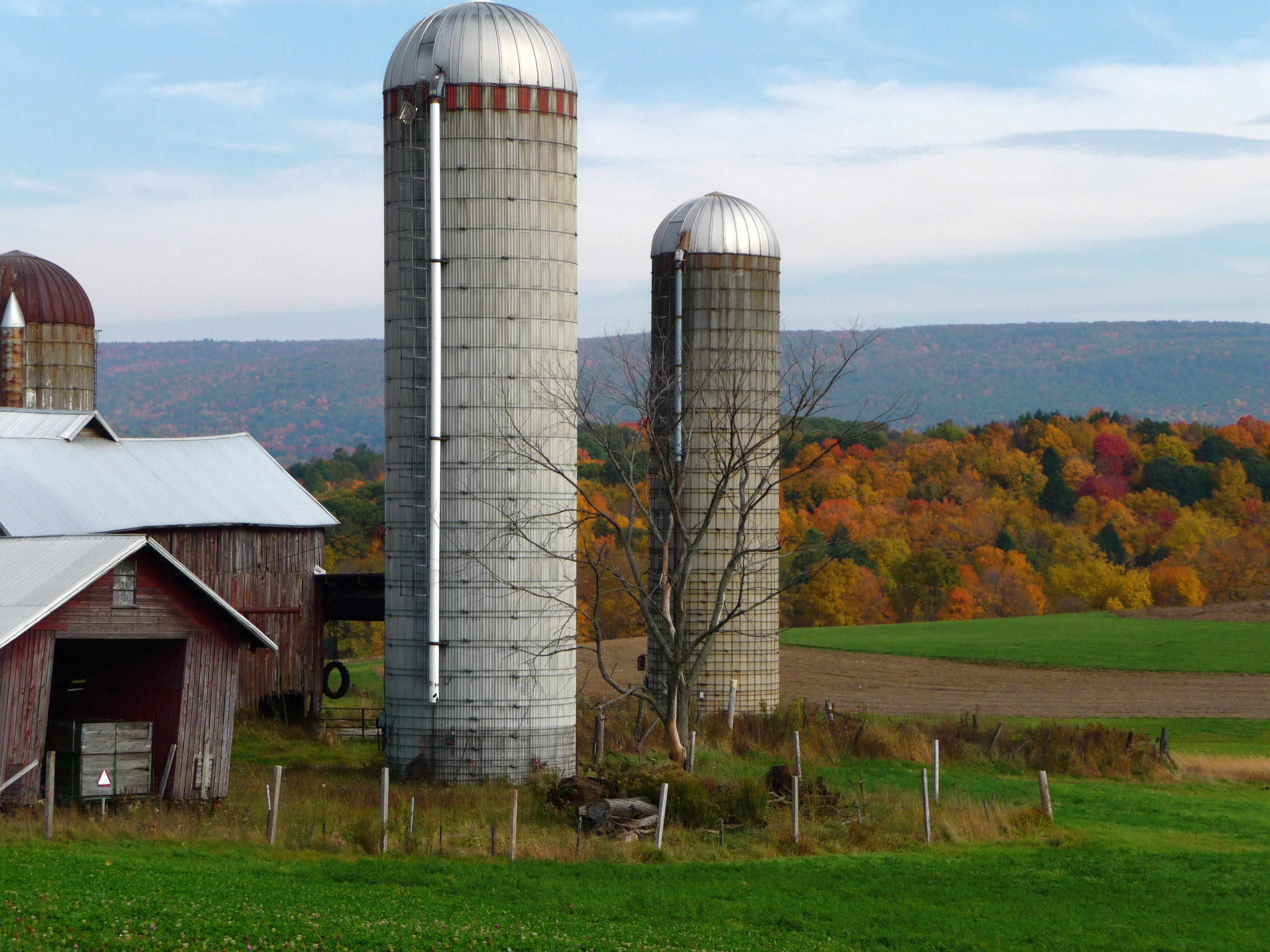
Des silos à céréales dans une ferme à Brunswick.

L'État de New York est le 3e État des États-Unis en termes de produit intérieur brut (PIB) après la Californie et le Texas. Son PIB en 2022 est d'environ 2 053 milliards de dollars, comparable à un pays comme la Russie.
Le PIB par habitant est le plus élevé des États-Unis (hors district de Columbia).
L'État de New York est l'un des plus grands producteurs agricoles du pays. Il se classe parmi les cinq premiers États en ce qui concerne la production de pommes, d'oignons, de choux ou encore pour l'élevage laitier.
La ville de New York est la ville la plus peuplée et la plus riche de l'État. La seule île de Manhattan produit environ les trois quarts des richesses de l'État de New York. Si elle était indépendante, Manhattan serait la 20e puissance économique mondiale, au même rang que la Suisse (pour une superficie de seulement 52 km2 et 1,5 million d'habitants).
Les dix plus grandes entreprises ayant leur siège social dans l'État de New York sont : Verizon, JPMorgan Chase, Pfizer, Citigroup, PepsiCo, IBM, MetLife, Goldman Sachs, Morgan Stanley et American International Group. Autres entreprises majeures : Paramount Global, BlackRock, Mastercard, Colgate-Palmolive, Fox Corporation, Warner Bros. Discovery, Foot Locker.

## Politique et gouvernement
L'État de New York est de forte tradition libérale (libéralisme américain) et démocrate.
Ce penchant démocrate résulte principalement de la domination écrasante des démocrates libéraux dans la ville de New York, tandis que les banlieues de celles-ci sont légèrement pro-démocrates, et le reste de l'État légèrement pro-républicain.
Les élus républicains sont généralement des centristes à l'image des anciens gouverneurs Thomas Dewey, Nelson Rockefeller et George Pataki et des maires de New York, Fiorello La Guardia, Rudy Giuliani et Michael Bloomberg (indépendant à partir de 2007).

### Politique fédérale

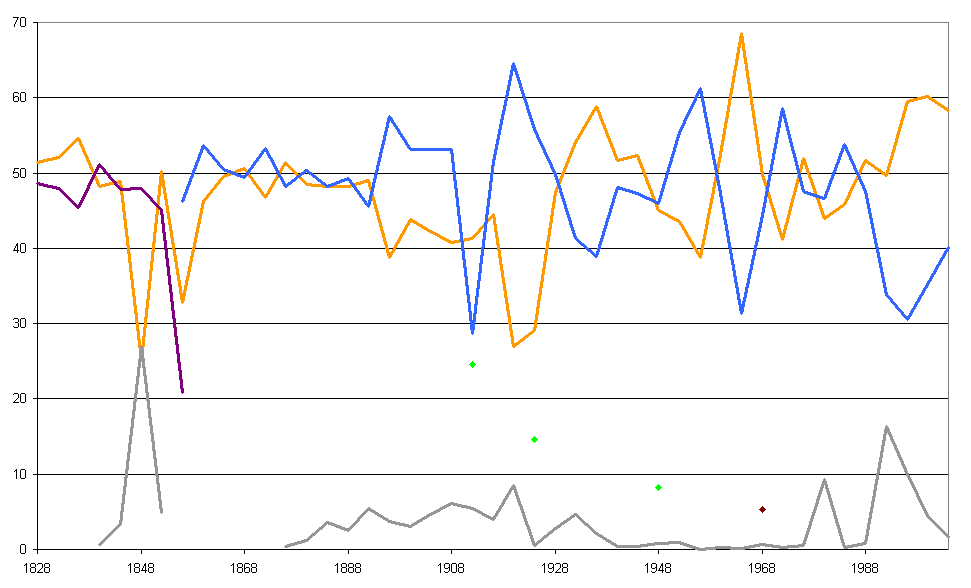
Évolution des partis politiques américains aux élections présidentielles.
L'État de New York est l'un des États les plus démocrates (jaune) du Nord-Est des États-Unis depuis l'élection présidentielle américaine de 1932 après avoir été favorable aux Whigs (violet) et aux Républicains (bleu). Depuis 1945, les seuls candidats républicains à avoir remporté l'État sont Thomas Dewey (1948), Dwight D. Eisenhower (1952 et 1956), Richard Nixon (1972) et Ronald Reagan (1980 et 1984).

Après la guerre de Sécession, l'État de New York est l'un des quelques États du Nord qui refusent de reconnaitre le droit de vote des Afro-américains sous divers prétextes (suffrage censitaire, interdiction de vote pour les analphabètes, etc).
L'État de New York fut un bastion républicain jusqu'en 1932, date de la victoire du démocrate Franklin Delano Roosevelt, ancien gouverneur de l'État, qui le remporta à chaque présidentielle.
Depuis 1960, les seuls Républicains à avoir emporté l'État de New York sont Richard Nixon en 1972 et Ronald Reagan en 1980 et 1984. Depuis, plus aucun candidat républicain n'a emporté l'État et lors de l’élection présidentielle de 2004, le candidat démocrate John Kerry y a obtenu 58,37 % des voix contre 40,08 % au président et candidat républicain George W. Bush. Lors de l'élection présidentielle de 2008, Barack Obama remporte plus de 62 % des suffrages alors que John McCain n'obtient que 36 % des votes. En 2016, la tendance se maintient ; la démocrate Hillary Clinton obtient 59 % des voix pour 36,5 % qui vont à Donald Trump, vainqueur au niveau national.
À la suite des élections législatives de 2016, 18 des 27 représentants au Congrès des États-Unis sont démocrates ainsi que les deux sénateurs de l'État de New York, Kirsten Gillibrand et Chuck Schumer.

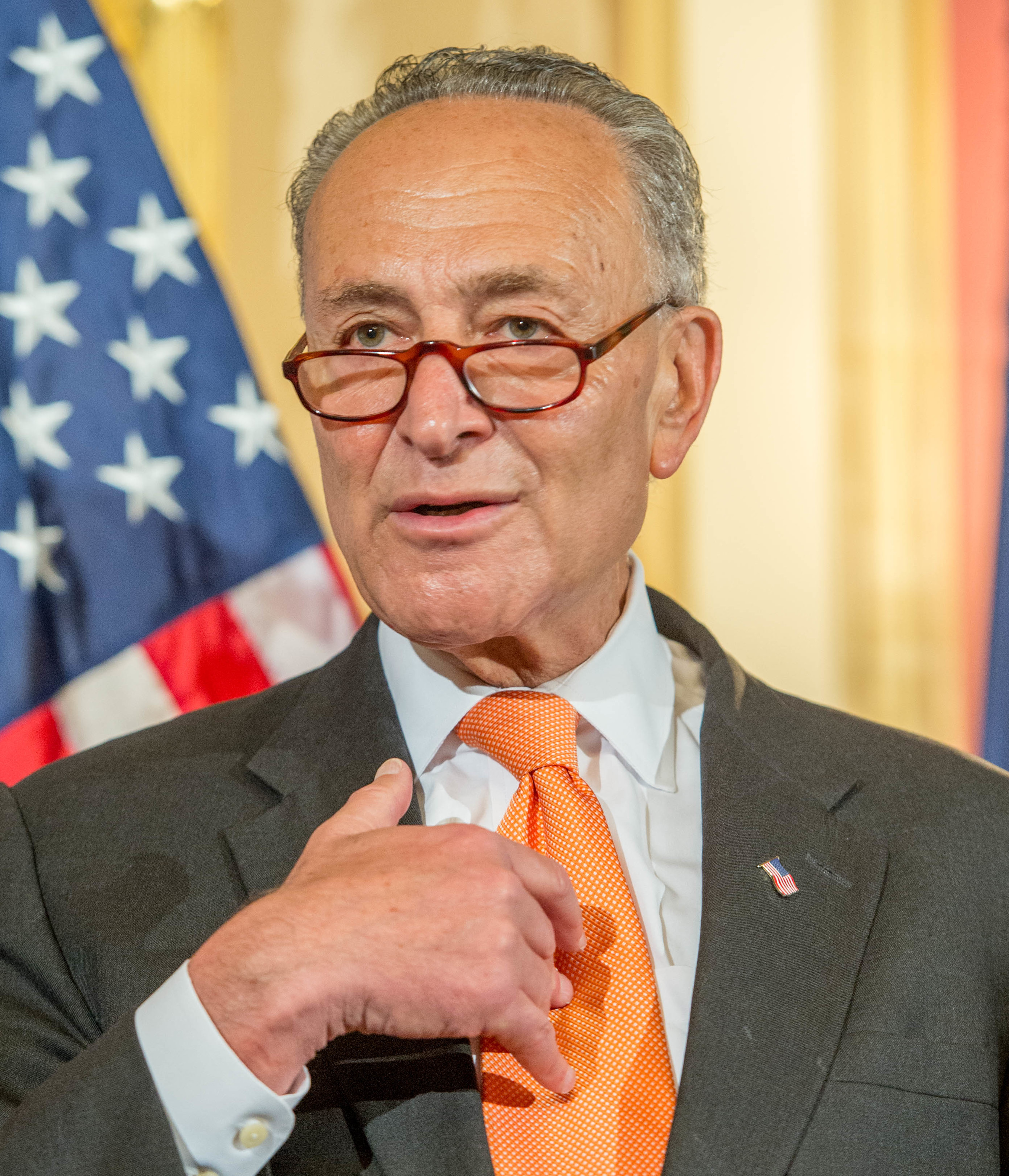
Chuck Schumer, sénateur depuis 1999.
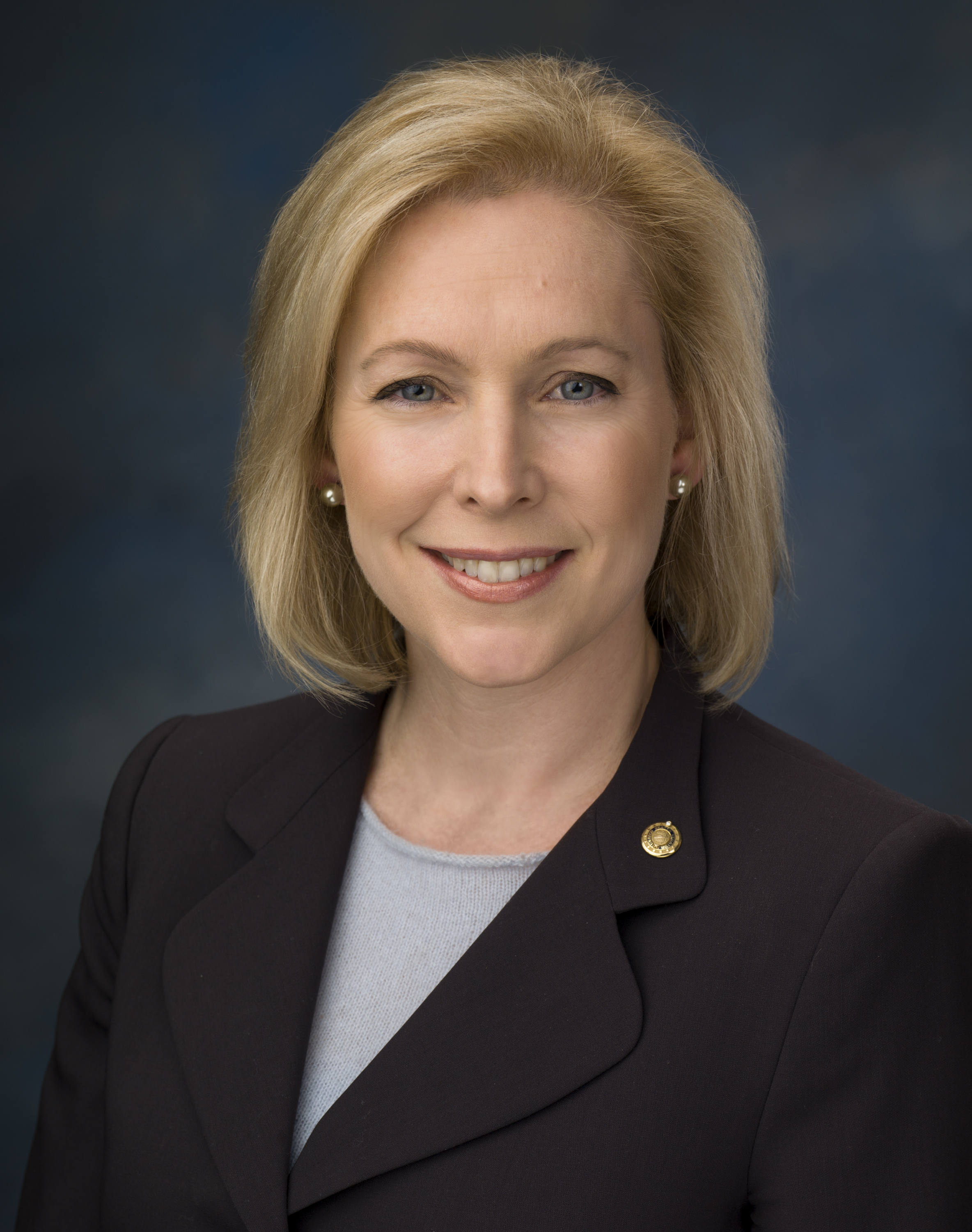
Kirsten Gillibrand, sénatrice depuis 2009.

### Politique locale

#### Gouverneur

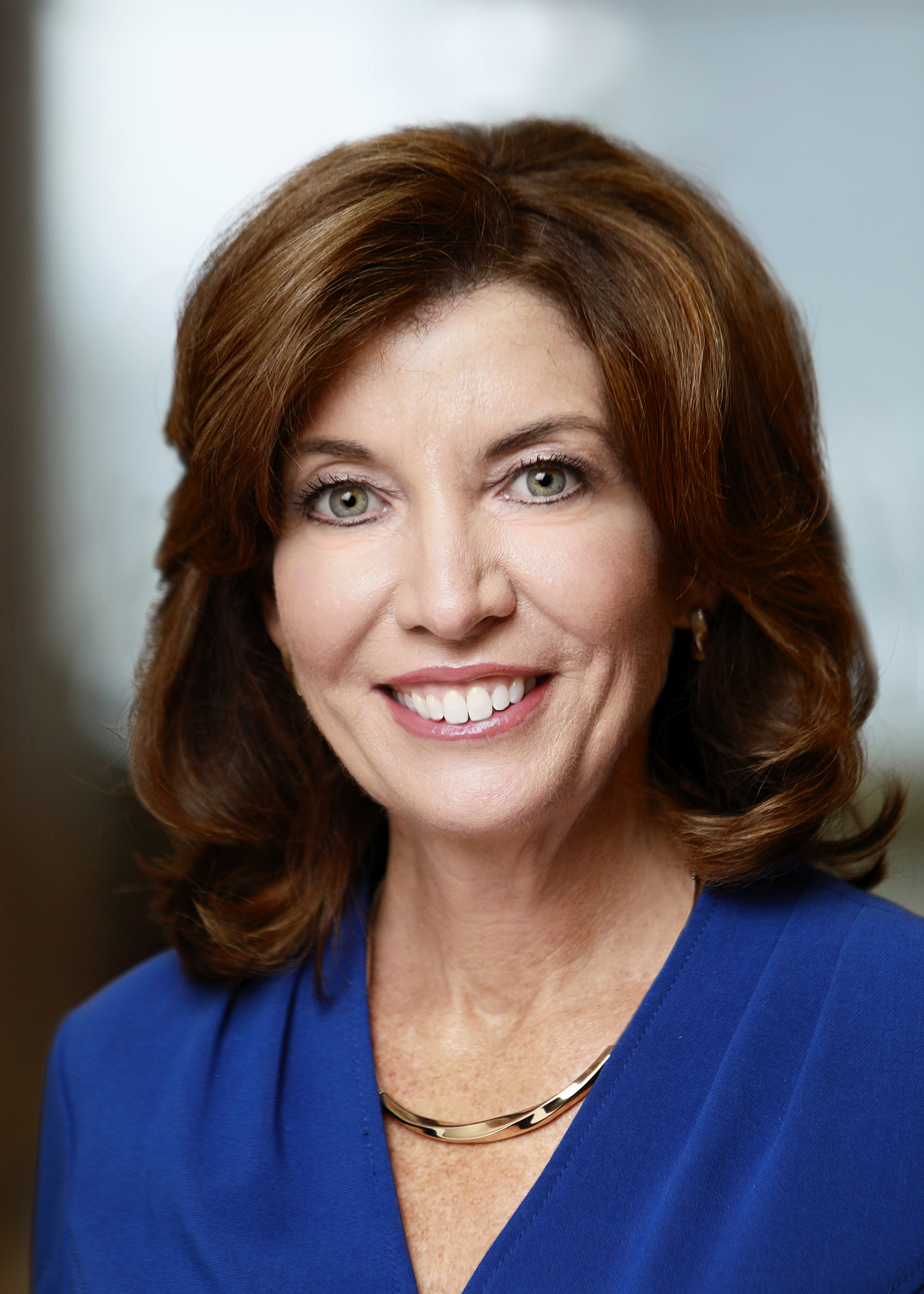
Kathy Hochul, gouverneure depuis 2021.

Le gouverneur de l'État est la démocrate Kathy Hochul, qui a succédé le 24 août 2021 à Andrew Cuomo, démissionnaire à la suite d'accusations de harcèlement sexuel ; elle est la première femme à ce poste. Le prédécesseur d'Andrew Cuomo, David Paterson, avait lui-même succédé le 12 mars 2008, en tant que lieutenant-gouverneur, à Eliot Spitzer, démissionnaire à la suite de son implication dans un scandale de prostitution. David Paterson fut le premier gouverneur afro-américain de l'État et le premier gouverneur non-voyant d'un État des États-Unis.

#### Législature de l'État

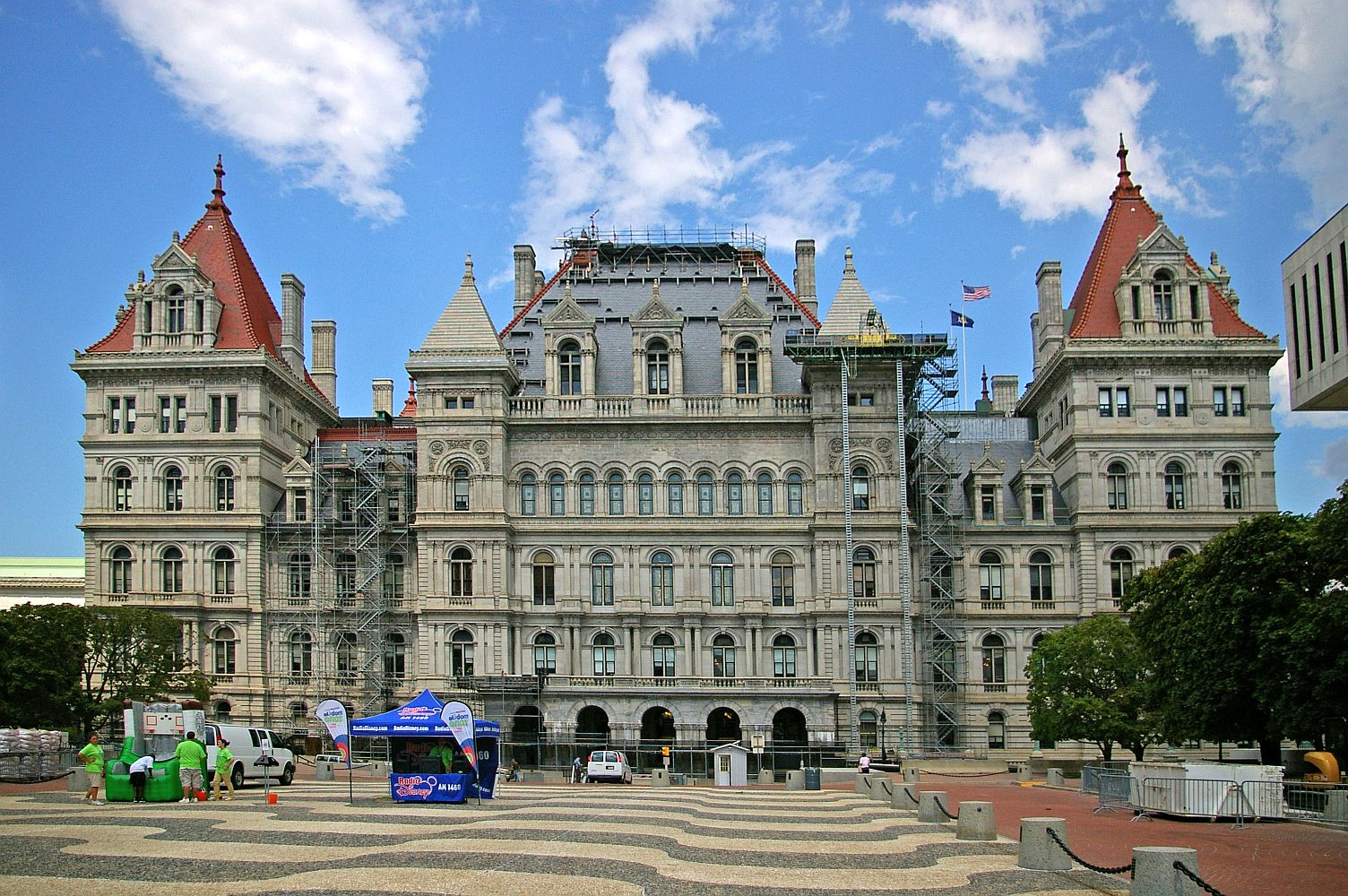
L'édifice de la législature de l'État de New York à Albany.

La législature d'État est formée de l'Assemblée de l'État de New York composée de 150 membres et du Sénat qui, pour sa part, est formé de 62 sénateurs.
Lors des élections du 4 novembre 2008, le Sénat a basculé pour la première fois en 40 ans du côté démocrate (32 sénateurs démocrates contre 30 républicains). Néanmoins, en juin 2009, six mois après l'entrée en fonction de la nouvelle législature, deux sénateurs démocrates font alliance avec les républicains et renversent la majorité sénatoriale redonnant le contrôle de la chambre haute au parti républicain. 
Pour la législature 2017-2019, le Sénat de l'État de New York est dominé par 31 démocrates face à 30 républicains alors que la Chambre des représentants a une majorité de 102 démocrates contre 41 républicains.

#### Un État progressiste
L'État de New York autorise le mariage entre personnes de même sexe depuis un vote du Sénat le 24 juin 2011. La peine de mort est supprimée de facto depuis 2007. L'usage médical du cannabis y est autorisé.

## Culture
Dès 1832, l'État de New York instaure l'école élémentaire gratuite et obligatoire.

### Parcs nationaux

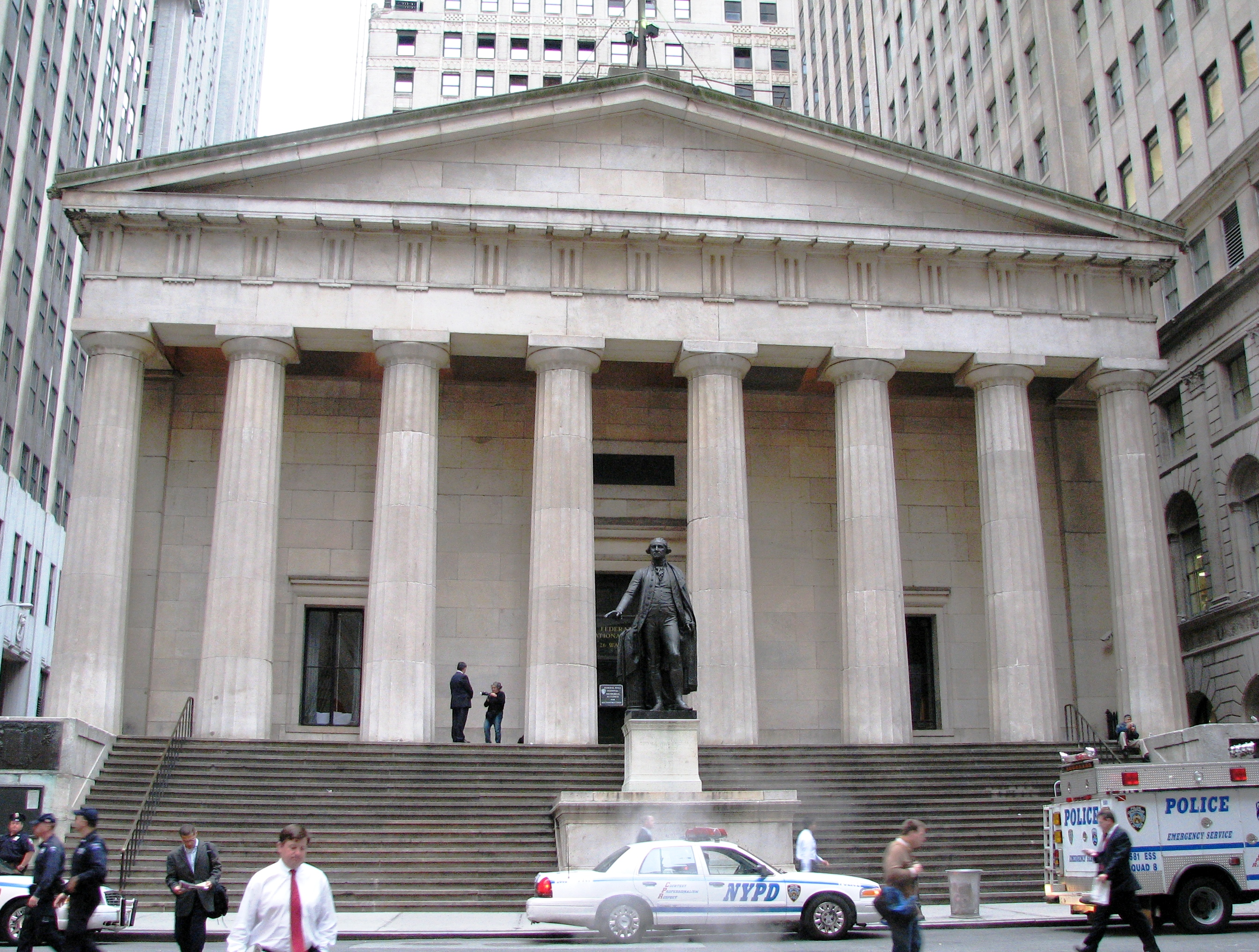
Mémorial national de Federal Hall.

Monument national de la statue de la Liberté.

L'État de New York comprend 35 aires protégées gérées par le National Park Service :
- African Burial Ground National Monument
- Sentier des Appalaches
- Captain John Smith Chesapeake National Historic Trail (en)
- Castle Clinton National Monument
- Eleanor Roosevelt National Historic Site
- Erie Canalway National Heritage Corridor
- Federal Hall National Memorial
- Fire Island National Seashore
- Fort Stanwix
- Gateway National Recreation Area
- General Grant National Memorial
- Governors Island
- Hamilton Grange National Memorial
- Harriet Tubman National Historical Park
- Franklin D. Roosevelt National Historic Site
- Hudson River Valley
- Lower East Side Tenement Museum
- Martin Van Buren National Historic Site
- National Parks of New York Harbor
- Niagara Falls National Heritage Area
- North Country Trail
- Sagamore Hill National Historic Site
- Saint Paul's Church National Historic Site
- Saratoga National Historical Park
- Statue de la Liberté
- Stonewall National Monument
- Theodore Roosevelt Inaugural National Historic Site
- Theodore Roosevelt Birthplace National Historic Site
- Thomas Cole House
- Upper Delaware Scenic and Recreational River
- Vanderbilt Mansion
- Washington-Rochambeau
- Women's Rights National Historical Park

### Sport
- Knicks de New York (NBA)
- Nets de Brooklyn (NBA)
- Yankees de New York (MLB)
- Mets de New York (MLB)
- Islanders de New York (NHL)
- Rangers de New York (NHL)
- Sabres de Buffalo (NHL)
- Bills de Buffalo (NFL)
- Giants de New York (NFL) basé à East Rutherford, New Jersey
- Jets de New York (NFL) basé à East Rutherford, New Jersey
- Red Bulls de New York (MLS) basé à East Rutherford, New Jersey
- New York City Football Club (MLS)
- Orange de Syracuse (NCAA)
- Bulls de Buffalo (NCAA)

### Musique
En 1969, 1994 et 1999 ont eu lieu trois éditions du festival de Woodstock, la première étant la plus connue et les deux autres étant des éditions anniversaire.